# Campylaspis aulacoeis
Campylaspis aulacoeis är en kräftdjursart som beskrevs av Le Loeuff och Andre Intes 1972. Campylaspis aulacoeis ingår i släktet Campylaspis och familjen Nannastacidae. Inga underarter finns listade i Catalogue of Life.